# Youssef Kaddioui
Youssef Kaddioui (El Jadida, 28 de setembro de 1984) é um futebolista profissional marroquino que atua como meia.

## Carreira
Youssef Kaddioui fez parte do elenco da Seleção Marroquina de Futebol na Campeonato Africano das Nações de 2013.